# یوکو تسوکاسا
یوکو تسوکاسا (انگلیسی: Yoko Tsukasa؛ زادهٔ ۲۰ اوت ۱۹۳۴) هنرپیشه اهل ژاپن است. وی از سال ۱۹۵۴ میلادی تاکنون مشغول فعالیت بوده‌است.
از فیلم‌هایی که وی در آن نقش داشته‌است، می‌توان به یوجیمبو، شورش سامورایی، آخر پاییز و ابرهای پراکنده اشاره کرد.